# توليو سوزا
توليو سوزا (بالبرتغالية: Túlio Gustavo Cunha Souza‏) هو لاعب كرة قدم برازيلي في مركز الوسط، ولد في 25 مارس 1983 في كامبينا غراندي في البرازيل. لعب مع النادي الفيصلي وبوتافوغو ريغاتاس وسانتو أندريه وسبورت ريسيفي وغريميو بورتو أليغرينزي ونادي باهيا ونادي برازيل دي بيلوتاس ونادي بوافيشتا ونادي بوتافوغو اس بي ونادي تريزه ونادي جوفنتودي ونادي سي آر بي ونادي سيارا ونادي غواراني ونادي فيلا نوفا ونادي كاشياس دو سول ونادي كوريتيبا.

## وصلات خارجية
- توليو سوزا على موقع قاعدة بيانات كرة القدم.إي يو (الإنجليزية)
- توليو سوزا على موقع Soccerway.com (الإنجليزية)